# Безследно изчезнали
„Безследно изчезнали“ (на английски: Without a Trace) е американски полицейски сериал за екип на ФБР, който издирва изчезнали хора в Ню Йорк. Излъчването му е по CBS от 26 септември 2002 г. до 19 май 2009 г.
На 19 май 2009 г. CBS обявява, че сериалът е спрян след седем сезона.

## „Безследно изчезнали“ в България
В България първи сезон на сериала е излъчен по bTV. В дублажа участват Таня Димитрова и Силви Стоицов.
Целият сериал е излъчен по Нова телевизия. Шести сезон започва на 5 август 2009 г., всеки делник от 23:15. На 2 ноември същата година започва седми сезон, всеки делник от 20:00 и приключва на 27 ноември. Дублажът е на Арс Диджитал Студио, чието име се споменава от шести сезон. Ролите се озвучават от артистите Таня Димитрова, Татяна Захова, Илиян Пенев, Здравко Методиев от първи до пети сезон, Симеон Владов в шести и седми, и Веселин Калановски. Васил Бинев участва единствено в трети епизод от шести сезон, но не замества никого.
Около 2007 г. първите два сезона са повторени и по Diema. Ролите се озвучават от артистите Нина Гавазова, Христина Ибришимова, Силви Стоицов, Георги Георгиев – Гого, който в десетина епизода заместен от Емил Емилов, и Димитър Иванчев.
Повторения на сериала се излъчват и по Fox Crime. На 19 декември 2018 г. започва четвърти сезон, всеки делник от 17:10 по два епизода и завършва на 3 януари 2019 г. На 4 януари започва пети сезон. На 5 ноември от 13:10 започва шести сезон, а разписанието му е всеки делничен ден от 12:10 по два епизода. На 8 май 2020 г. започва седми сезон, всеки делник от 17:25 по два епизода. В първите два сезона дублажът е този на Диема Вижън, а в трети и шести е на Арс Диджитал Студио. В четвърти, пети и седми е на Андарта Студио, а Здравко Методиев и Веселин Калановски са заместени от Христо Чешмеджиев и Любомир Младенов.